# Giusto Guérin
Giusto Guérin, al secolo Balthazar (Tramoyes, 1578 – Rumilly, 3 novembre 1645), è stato un vescovo cattolico francese.

## Biografia
Era figlio di Claude Guérin e di sua moglie Jeanne Bajard.
Studiò giurisprudenza a Torino e a Pavia, poi entrò nel noviziato dei barnabiti a Monza e nel 1601 emise i voti prendendo il nome di Giusto. Tornò poi a Pavia per studiarvi teologia e nel 1605 fu ordinato prete.
Partecipò alla fondazione della casa e del collegio dei barnabiti a Torino e nel 1618 fu nominato direttore del collegio.
Rifiutò le nomine a vescovo di Torino e di Mondovi, ma nel 1639 accettò l'elezione a vescovo di Ginevra. Istituì il seminario diocesano, affidato ai lazzaristi, e fondò due cattedre di teologia nel collegio di Annecy.

## Genealogia episcopale e successione apostolica
La genealogia episcopale è:
- Arcivescovo Filiberto Milliet
- Arcivescovo Antonio Provana
- Vescovo Giusto Guérin, B.

La successione apostolica è:
- Vescovo Carlo Augusto di Sales (1645)